# Spencer Hastings
Spencer Hastings é uma personagem fictícia, uma das cinco principais que apareceram na série literária Pretty Little Liars e sua adaptação televisiva de mesmo nome. Criada pela autora americana Sara Shepard, ela faz parte do grupo conhecido como Liars, e é a melhor amiga das outras quatro membros, que também são protagonistas. A personagem é interpretada pela atriz estadunidense Troian Bellisario na série de televisão e Alexandra Bowen nas capas da série de livros. A personagem foi desenvolvida para a televisão pela showrunner da série I. Marlene King, e apareceu em cada um dos 160 episódios da série durante seus sete anos de duração, desde sua estreia em 8 de junho de 2010 até seu final em 27 de junho de 2017. Na versão brasileira, Spencer é dublada por Mariana Torres.
Spencer é conhecida na cidade fictícia de Rosewood por seu charme sofisticado e dedicação aos objetivos da vida. Ela faz parte da família Hastings, extremamente rica e poderosa; Os pais de Spencer, Veronica e Peter, são ambos ligados à política, e sua irmã, Melissa, é igualmente inteligente e usa seu sarcasmo e sucesso para afetar Spencer psicologicamente sempre que possível. As características e a história de Spencer têm a mesma metodologia nos livros e na televisão; no entanto, existem algumas diferenças perceptíveis entre as versões, uma vez que a série de televisão não segue o roteiro literário.
Por sua atuação, Bellisario foi indicada três vezes para a categoria Choice Summer TV Star: Female nos Prémios Teen Choice, no qual ela venceu uma das indicações em 2016. Ela também já foi indicada para a categoria Choice TV Actress: Drama, na qual ela ganhou uma das duas nominações.

## Personagem na literatura
Spencer é uma das quatro protagonistas principais em todos os dezesseis livros de Sara Shepard, começando com Pretty Little Liars, de 2006. Ela é retratada como uma menina competitiva que busca a perfeição em tudo que faz. Spencer está disposta a fazer o que for preciso para ganhar, muitas vezes em detrimento de si mesma e aos outros. Ela é muitas vezes rápida para tirar conclusões precipitadas e sofre de TEI. Ela também sofre de vício em drogas, que começou a ajudá-la a melhorar suas notas na escola. Spencer é meia-irmã de Alison e Courtney DiLaurentis, uma vez que seu pai teve um caso com Jessica DiLaurentis na época da concepção de Spencer. Os pais de Spencer se divorciam quando o assunto vem à tona. Ela participa de um programa de verão na Universidade da Pensilvânia para melhorar o seu QI, e acaba se envolvendo com drogas que a ajudaram a mantê-la acordada. Neste mesmo verão, Spencer se torna amiga de Kelsey Pierce, uma garota que também usava as drogas com Spencer. Mais tarde, Spencer acabou culpando Kelsey quando a polícia encontrou as drogas em seu quarto e, desde então, ela se arrepende profundamente. De acordo com os livros, Spencer teve dúvidas em relação aos seus pais, e, quando pesquisou, descobriu a possibilidade de uma elegante e rica mulher, Olivia Caldwell, ser sua mãe verdadeira. No entanto, mais tarde é revelado que, após Veronica Hastings ter dado a luz à Melissa, os médicos recomendaram uma barriga de aluguel, e os pais de Spencer encontraram Olivia, que se ofereceu para carregar os óvulos de Veronica. Spencer teve uma rivalidade permanente com sua irmã mais velha, Melissa, que é igualmente competitiva. Ao longo da série de livros, as duas discutem sobre as implicações de seus sucessos individuais de vida, tais como tornar-se a oradora oficial de sua classe e ter ensaios premiados. Ao longo da história, as irmãs fazem as pazes, e nos últimos livros elas compartilham uma ligação forte.
Spencer é conhecida por sua amizade com Emily Fields, Hanna Marin e Aria Montgomery e com uma colega de classe, Kirsten Cullen, que compartilha dos mesmos interesses que Spencer. Ao longo da história, Spencer foi rival da própria irmã, Melissa, e também de Naomi Zeigler, com quem ela disputou pela atenção de Reefer Fredricks, um ex-namorado de Spencer.

## Personagem na televisão

### Elenco
Troian Bellisario foi escalada como Spencer Hastings para a adaptação da série de televisão Pretty Little Liars em novembro de 2009.

### Características
Spencer é uma menina focada e inteligente. Ao contrário dos livros, Spencer é mais emocional e sentimental, e sente um carinho muito grande por sua família e amigos. Ela é a mais academicamente dotada das suas amigas, e, quando no Ensino Médio, concorria para a vaga de orador de turma. Spencer estudou na escola pública Rosewood High durante a maior parte de sua vida, e era membro do time de hóquei em campo da escola. Ela também jogava tênis no clube de campo de sua família. Spencer cursou o Ensino Superior na Georgetown University e, após, iniciou uma carreira na área do lobby.

### Aparência
Ela tem um rosto muito magro complementado com maçãs do rosto salientes, lábios finos e olhos amendoados. Ela tem uma pele cor-de-creme e cabelos acastanhados médios e longos normalmente usados para baixo em ondas. Spencer tem uma figura muito magra e muito inteligente, ela é atlética e gosta de jogar hóquei em campo, tênis e outros esportes que mantiveram sua imagem e estrutura perfeitamente intactas.

### Relacionamentos
Antes da início cronológico da série, Spencer beijou Ian Thomas, que era namorado de sua irmã na época. Após o beijo dos dois, Alison ameaçou contar para Melissa, e Spencer rapidamente tratou de esquecê-lo.
No início da primeira temporada, Spencer teve um breve relacionamento com Wren Kingston, que previamente era namorado de sua irmã, Melissa. O relacionamento teve fim quando Spencer decidiu que Melissa era uma grande ameaça para os dois. Spencer namorou com o jovem Alex Santiago, que cuidava do clube de campo da família Hastings, durante a primeira temporada
.
Spencer também já flertou com o pintor Jonny Raymond na quinta temporada, e beijou Colin quando estava em Londres.

#### Toby Cavanaugh
Ao longo da série, o relacionamento amoroso de Spencer com Toby Cavanaugh teve várias conturbações. O primeiro beijo dos dois ocorreu em "A Person of Interest". Pouco tempo depois, eles aceitaram seus sentimentos um pelo outro e iniciaram um relacionamento sério, que terminou quando "A" ameaçou a vida de Toby, e Spencer, a fim de mantê-lo seguro, resolveu romper o relacionamento. Eles se reconciliaram em "unmAsked", quando Spencer descobriu que ele esteve trabalhando para descobrir mais sobre "A". Mais tarde, em "Misery Loves Company", Spencer descobriu que Toby estava trabalhando com "A", e o expulsou de sua vida. Porém, no final da terceira temporada, Spencer descobriu que, na verdade, Toby recrutou-se como "A" para proteger Spencer e as meninas, e ocasionalmente o perdoou. Os dois continuaram juntos e, quando Spencer teve uma suspeita de gravidez enquanto estava na universidade, descobriu que Toby e ela desejavam rumos diferentes, eles terminaram. A partir daí, seguiram seus caminhos, chegando a encontrar novos parceiros. No entanto, acabam se envolvendo novamente na sétima temporada e deixando os fãs de "Spoby" malucos.

#### Caleb Rivers
Spencer e Caleb Rivers foram bastante amigos da terceira até o início da sexta temporada. Porém, após ambos terem retornado para Rosewood na fase adulta, eles descobriram seus sentimentos e ficaram juntos durante uma noite. Eles adentraram num relacionamento sério em "New Guys, New Lies". Entretanto, depois que Spencer descobriu que Caleb havia beijado Hanna, seu relacionamento ficou abalado e, mais tarde, teve um fim.

### 1.ª Temporada
Spencer Hastings é a "mauricinha" do grupo que se esforça para ser perfeita, devido às altas expectativas de seus pais. Sua irmã recém-noiva e condescendente, Melissa, muda-se para o celeiro da família que Spencer estava transformando em um loft para ela começar o próximo ano escolar. Spencer se sente atraída pelo noivo de sua irmã, Wren, a quem "A" avisa Spencer para não beijar ou "A" contará. Wren beija Spencer e eles são pegos por Melissa, que insiste que Wren se mude.
Spencer começa a namorar um garoto chamado Alex, que trabalha em seu clube de campo. Sua mãe inicialmente não gosta dele, mas depois revela que ele sabia que ela tinha um susto de câncer de mama. O técnico de hóquei em campo de Spencer é o ex-namorado de sua irmã, Ian, por quem Ali e Spencer tinham uma queda (ele gostava mais de Ali). Spencer e Ali estão sempre competindo e ela era a única amiga de Ali que se opunha a ela de vez em quando.
No início da série, Spencer era contra Emily sair com Toby, mas acabou gostando dele e tem passado cada vez mais tempo com ele. No episódio "A Person of Interest", eles passam um tempo juntos em um quarto de motel, já que os pais de Spencer têm dificuldade em entender sua conexão com o assassinato de Ali. Spencer e Toby brincam de palavras cruzadas, dormem na mesma cama e, eventualmente, se beijam perto do final do episódio.
Nos episódios seguintes, Spencer é orientada por sua mãe a ficar longe de Toby para seu próprio bem. Sua irmã Melissa estava no médico e é questionada sobre o caso de Spencer. Ela então faz um acordo para vê-lo em particular no festival da cidade, apenas para receber uma mensagem falsa (provavelmente de "A") dizendo a ela para encontrar Toby na casa do palhaço. Quando ela entra, ela está trancada em um pequeno espaço. Ela é encontrada por Ian, sua mãe e sua irmã.
Ao sair, ela vê Toby e quase sai sem falar com ele, mas depois corre para ele, o abraça e o beija na frente de sua família chocada. Ela anonimamente diz a Ian para encontrá-los na floresta com dinheiro, pois eles dizem que conhecem seu segredo. No entanto, Spencer e Melissa sofrem um acidente de carro e Melissa fica presa no hospital. Spencer vai à igreja para pegar o telefone de Melissa e Ian está esperando na igreja. Ela começa a correr escada acima e Ian tenta atacá-la, mas uma figura misteriosa aparece e empurra Ian para o lado e ele morre. O resto das meninas chegam depois de terem passado pela floresta. Eles veem o cadáver e chamam a polícia.
Quando a polícia chega o corpo não está lá, deixando o resto da cidade pensando que as meninas são mentirosas. Spencer tem uma grande briga com Alison, terminando sua amizade, dizendo a Alison "Você está morta para mim" na noite em que ela desapareceu. Melissa agora pensa que Spencer está enviando mensagens de texto para ela como Ian depois de encontrar o celular dele em sua bolsa, que foi plantada lá por "A.".

### 2.ª Temporada
Na segunda temporada, Spencer e Toby estão namorando. Toby faz alguns trabalhos de jardinagem para os Hastings e desenterra o velho taco de hóquei de campo de Spencer, que ela deu a Ali antes de morrer. O pai de Spencer vê isso e, desconfiado, pega o taco e depois o queima. Depois de fazer mais investigações, ela lê os resultados da autópsia de Alison e descobre que ela foi atingida na cabeça por um objeto semelhante a um taco de hóquei em campo. Enquanto Spencer e Toby estão se beijando na caminhonete de Toby, ele acredita ter visto algo na janela de cima de Jason DiLaurentis, mas diz a Spencer para ignorar. Spencer cansada, olha para si mesma e vê duas figuras na janela, presumivelmente espionando Toby e ela, Spencer quer "mostrar a essas vadias que ela não tem medo delas" Toby protesta pensando que as coisas não vão acabar bem quando o pai de Spencer sair de casa. Quando Spencer faz perguntas, seu pai se recusa a responder. Depois de brigar com Spencer e Toby, o pai de Spencer diz a ela para ir para casa, Spencer ignora seus desejos e entra na caminhonete de Toby e eles vão embora, enquanto o pai de Spencer grita com ela para sair do carro.
Quando Spencer chega em casa mais tarde, ela quer respostas, e consegue algumas, descobrindo que seu pai fez algo ilegal para os DiLaurentis, o que implica que eles tinham algo sobre a família de Spencer, mas não divulgou essa informação. Spencer mais tarde descobre que Wren voltou para Rosewood por ela. Para manter Aria longe de Jason, Spencer informou Ezra que eles encontraram fotos de sua namorada Aria no galpão de Jason. Quando a boneca Chuckie de Spencer ordena que ela "mantenha Toby seguro", Spencer decide que a única maneira de manter Toby seguro é terminar com ele. Mais tarde, Toby é visto na delegacia, professando seu amor por Spencer, mas ela o ignora a contragosto. Ela busca o perdão de Toby em várias ocasiões, mas ele parece ignorá-la e ficar taciturno.
No episódio 19, ela descobre que Jason é seu irmão. Essa informação causa uma divisão em sua família. Durante o episódio 20, Spencer e Wren reacenderam seu relacionamento, mas Spencer estava bebendo durante o evento. É Spencer que continua cavando nas informações de "A", e é aquela que eventualmente encontra o covil de "A" no final da 2ª temporada junto com a descoberta da identidade de A... que acaba sendo Mona. Ela é essencialmente sequestrada por "A" e, durante uma briga, acidentalmente empurra "A" de um penhasco, quase as matando. O resto da garota chega abalada pela provação e descobrindo a verdadeira identidade de seu algoz. Quando a polícia chega, Spencer se reúne com Toby, que diz que fingir não amá-la foi a coisa mais difícil que ele já fez. Os dois então se beijam apaixonadamente enquanto Spencer sorri feliz enquanto o beija.

### 3.ª Temporada
O verão já passou desde o revelamento de "A", e as garotas pensam que estão seguras - mal sabem elas que precisam umas da outras mais do que nunca. A primeira metade da temporada se concentra em Spencer descobrindo quem era o Cisne Negro: sua irmã. Melissa diz que recebeu o vestido na porta - com um bilhete ameaçando-a de usá-lo - e ela presumiu que fosse Mona. Spencer decide acreditar nela, mas ainda está um pouco desconfiada. Ela se aproxima de Toby, mesmo fazendo sexo pela primeira vez no episódio "The Lady Killer". No mesmo episódio, no entanto, é revelado (não para as Liars, mas para o público) que Toby é um membro do Time 'A'. Hanna encontra a chave para o novo covil de A e a dá para Spencer. Toby entra furtivamente em sua casa para recuperá-lo, sem perceber que Spencer armou uma armadilha para confirmar suas suspeitas. Ela dá um tapa nele, depois de vê-lo com a assinatura 'Um casaco'. Ela não conta para suas amigas, preferindo guardar para si mesma.
Ela dá a chave para um investigador particular e dá a ele uma foto dela e Toby, antes de rasgá-la ao meio. Ela diz a ele para descobrir para onde a chave leva, seguí-lo. Ele sai e Spencer perturbadoramente começa a rasgar sua própria metade da imagem de si mesma. Ela começa a se afastar de suas amigas e se torna emocionalmente instável. Ela está com raiva e começa a se desvencilhar e fazer coisas que sabe que não deveria (atacar Mona fisicamente e dizer a Jason que Alison estava grávida antes de morrer com Darren Wilden, mas não tinha provas físicas). No episódio "Hot Water", ela conta às meninas a verdade sobre Toby. Também no mesmo episódio, ela vislumbra a garota de casaco vermelho que é a líder do Time 'A', mas não consegue alcançá-la. No episódio "Out of Sight, Out of Mind", ela encontra o cadáver de Toby e diz a ele: "Eu te amo". Depois de não conseguir rastrear Mona na floresta, ela é encontrada por um alpinista pela manhã com pequenos ferimentos no rosto e nos braços e é internada no Sanatório Radley em estado catatônico. Ela é desconhecida pelos médicos na época e é simplesmente conhecida como 'Jane Doe'. Quando sua identidade é revelada à equipe de Radley, Mona a visita. Eles têm uma longa discussão e é revelado em "I'm Your Puppet" que Mona de alguma forma a convence a se juntar ao Time 'A'. Spencer é o terceiro membro conhecido do Time 'A'.
No final da 3ª temporada, em "A DAngerous GAme", é revelado que Toby está vivo. Ela o encontra em um restaurante, e ele revela que só se juntou ao Time 'A' para protegê-la. Eles voltam a ficar juntos e fazem sexo pela segunda vez em um motel. Spencer oferece uma festa falsa em um chalé onde as garotas devem se encontrar com a "Casaco Vermelho", quando uma figura desconhecida começa um incêndio, prendendo Aria, Hanna, Emily e Mona na casa em chamas. Toby leva Spencer na floresta para ver quem é a "Casaco Vermelho". Casaco Vermelho pousa em um helicóptero, e Spencer vê seu rosto de relance e diz "Ali?". A garota de casaco vermelho arrasta todas para fora da casa e Hanna acorda, cara a cara com Alison. Embora 3 das meninas (Spencer, Hanna, Mona) afirmem ter visto Ali, ainda não é 100% certo que foi ela, porque é possível que possa ter sido uma alucinação devido aos efeitos do fogo. Elas dirigem e veem o carro de Wilden retirado do lago. Elas (incluindo Mona) recebem um texto: Você é Meu Agora. Beijos! -A, que está escrito em fonte vermelha. Elas abrem o porta-malas, ofegantes e horrorizadas com o que vêem.

### 4.ª Temporada
Spencer e suas amigas continuam a ser atormentadas por A. Depois que Ashley Marin é suspeita de ter matado Wilden e é levada sob custódia, Spencer apóia Hanna enquanto sua mãe defende o caso de Ashley. Ela também apóia Toby em descobrir a verdade sobre sua mãe, embora ela não aprove a confiança dele em A para pistas.
No final da meia temporada, Spencer e seus amigos vão para Ravenswood depois de receber uma pista intrigante de 'A.' Lá, ela e seus amigos descobrem que existem duas casacos vermelhos, sendo uma delas CeCe Drake. Spencer persegue a outra casaco vermelho que a leva ao Covil de 'A'. Spencer presume que a segunda Casaco Vermelho é Alison. A segunda Casaco Vermelho leva Spencer e as outras meninas a um apartamento, que quando entram e investigam, percebem que é o Covil de 'A' e depois de encontrar um guarda-roupa com blazers e sapatos dando a entender que 'A' é homem, mais tarde descobrimos que é o apartamento de Ezra e que ele é 'A'. Enquanto estão no covil, eles descobrem que 'A' não só os está seguindo, mas também Alison, e 'A' pensa que Alison estará em Rosewood naquela noite em uma festa no cemitério. as garotas descobrem o que é a fantasia de 'A' e decidem ir à festa do cemitério e tentar encontrar Alison antes de 'A' o fazê-lo. Enquanto procuram por Alison, as garotas se separam em uma casa velha, Spencer encontra 'A' enquanto procura por Hanna e nocauteia 'A', no entanto, ao tentar desmascarar Ezra, ela mesma é nocauteada por Ezra. Assim que as meninas saem de casa, elas descobrem que os pneus do carro de Spencer estão cortados e então Ezra aparece do nada e as leva de volta para casa. As meninas veem Casaco Vermelho e a seguem até o jardim de Spencer, ela se vira e descobrimos que é Alison e que ela não está morta.
Depois disso, Spencer começa a se esforçar ainda mais para descobrir quem é A, a fim de tornar seguro para Alison voltar para casa. Oprimida por sua investigação e trabalho escolar, ela começa a abusar de anfetaminas. Mais tarde, é revelado que ela havia abusado deles antes e era viciada neles no verão anterior ao desaparecimento de Ali. Isso a leva a começar a questionar seu próprio papel na morte da menina no túmulo de Ali naquela noite. Ela finalmente acaba sendo enviada para a reabilitação por seus pais e, ao sair e conhecer Ali em Nova York, ela fica certa de que, embora ela e Alison tenham brigado enquanto ela estava drogada, ela voltou a dormir no final.

### 5.ª Temporada
Com o retorno de Alison, Spencer tem dificuldade para se acostumar com sua dominação. Spencer luta com a ideia de seu pai ser o assassino de Jessica DiLaurentis. A rivalidade de Spencer com sua irmã Melissa termina quando Melissa revela que foi ela quem enterrou Bethany Young, a fim de proteger Spencer. Mais tarde, Spencer é presa pelo assassinato de Bethany; no entanto, ela foi libertada pouco depois, quando o P.D. fica convencido de que Alison é quem é realmente responsável. Toby se torna um policial, o que torna seu relacionamento com Spencer difícil, já que Spencer quer que ele compartilhe todas as informações que a polícia tem, mas Toby começa a preferir ficar quieto. A seca de amor leva Spencer a outros homens - Jonny e Colin. O relacionamento de Spencer e Melissa fica estranho novamente quando Melissa mente para Spencer. No final da temporada, Spencer e as outras são presas como cúmplices do assassinato de Mona; no entanto, no caminho para a prisão, sua van é sequestrada por "A", e elas são levadas para a 'DollHouse (Casa de Bonecas)' de A.

### 6.ª Temporada
No rescaldo do sequestro das Liars orquestrado por "A", o antigo vício de Spencer vem à tona novamente para aliviar o estresse. Um distúrbio do sono também reaparece devido à tortura que ela enfrentou enquanto estava presa na Casa de Bonecas de "A", e intensifica fortemente o vício, fazendo Spencer pedir ajuda a Dean, e ao antigo conselheiro, e a Sabrina, a nova no comando do Brew que dá brownies com maconha a Spencer. Spencer começa a investigar quem está por trás do Grupo Carissimi e quem é Charles. Enquanto isso, seu relacionamento com Toby permanece intocável. No final do meio da temporada, é revelado que CeCe Drake é "A", e as Liars finalmente ficam em paz.
Posteriormente, Spencer se mudou para Georgetown a fim de se envolver com uma futura carreira política em Washington, D.C., e acabou em uma carreira de lobista. Ela retorna para Rosewood cinco anos depois, a pedido de Alison, e também para depor sobre a alta de Charlotte do hospital psicológico. É revelado que durante os últimos cinco anos, ela e Toby se separaram por causa da distância e dos planos diferentes para o futuro, e, em seguida, ela começou um emocionante flerte com Caleb Rivers. Tendo que ficar em Rosewood depois que Charlotte foi assassinada, ela começa a trabalhar na campanha eleitoral de sua mãe para o Senado, enquanto a filha do outro candidato é Yvonne Phillips, a atual namorada de Toby. Spencer descobre que Charlotte foi morta de forma imitadora em um assassinato sobre o qual ela escreveu um ensaio na faculdade, levando-a a pensar que a polícia poderia culpá-la pela morte de Charlotte.
Um novo stalker, agora intitulado "A.D.", surge, resultando em tensão. Quando um documento sobre a mãe de Yvonne vaza e Caleb leva a culpa, Spencer enlouquece e Toby briga com ele. Spencer, junto com as outras Liars, Caleb, Mona e Toby, elaboram um plano para tomar "A.D." para baixo, mas tudo vai para baixo quando o perseguidor sequestra Hanna.

### 7.ª Temporada
Em "The DArkest Knight", Spencer é baleada pelo Uber A durante o ataque de Jenna e Noel. Enquanto Jenna se prepara para atirar nela novamente, como vingança por ela e Charlotte, Mary Drake entra e nocauteia Jenna. Mary então embala o corpo de Spencer e revela que ela é de fato a mãe de Spencer, fazendo de Spencer a irmã biológica de CeCe Drake. Na 7ª temporada, Spencer e as outras Liars recebem um grande jogo de tabuleiro chamado "Liar's Lament", e no episódio "These Boots Are Made For Stalking", é revelado que Spencer é a segunda filha de Mary Drake. Na última metade do último episódio, descobrimos que Spencer estava trancada dentro de uma "cela". Enquanto a "Spencer", com quem vimos beijando Toby e depois fazendo sexo, era na verdade Alex Drake, sua irmã gêmea, também conhecida como A.D. Alex, com ciúmes de Spencer, queria ter tudo que ela nunca teve, uma família, amigos, e até mesmo Toby, por quem ela havia "se apaixonado", então ela sequestrou a verdadeira Spencer, fingindo ser ela o tempo todo. E através dos flashbacks, somos mostrados quando Alex Drake se faz passar por sua irmã. Era Alex, não Spencer, quem estava com Hanna quando Hanna foi sequestrada. Nos flashbacks, vemos alguns exemplos de quando Alex "interpretou" Spencer. Alex foi quem pediu a Toby "um último beijo, apenas para dizer adeus" em "The DArkest Knight". Spencer e Ezra, que também foram sequestrados, escaparam da cela, mas logo foram presos com Alex. Spencer e Alex lutaram até que as Liars mais Toby e Caleb os encontraram. Ambos implorando para ser a "verdadeira" Spencer, Toby descobre quem é a verdadeiro Spencer perguntando qual é o seu poema favorito no livro que ela deu a ele em "The DArkest Knight". A verdadeira Spencer responde com a resposta correta e Alex é presa junto com Mary Drake. Spencer e Toby retomam seu relacionamento e começam a namorar novamente no final da série.

### Pretty Little Liars: The Perfectionists
É revelado em Pretty Little Liars: The Perfectionists que Spencer e Toby fugiram em segredo.

## Comparação com o livro
- No livro, Spencer é loira de olhos azuis, mas na série, ela tem cabelos castanhos e olhos castanhos.
- No livro, ela nunca teve um relacionamento com Toby.
- Na série, é ela quem descobre que Mona é "A", porém, no livro é Hanna.
- No livro, sabe-se que ela é meia-irmã de Alison e Courtney. Na série, ela é meia-irmã de Jason, Melissa, Charlotte, Alex é sua irmã gêmea.
- Na série, ela é internada no Radley pela morte de Toby, mas no livro isso não acontece, quem entra é Hanna por vários motivos.
- Na série, Spencer se junta ao Time 'A'. No livro, isso nunca acontece.